# Tulsiczky Ferenc
Tulsiczky Ferenc (Mindszent (Abaúj megye) 1792 körül – Eger, 1830. február 28.) bölcseleti doktor.

## Élete
Az egri püspöki líceum tanára, Heves- és Külső-Szolnok megyék táblabirája volt. 38 éves korában hunyt el 1830-ban.

## Munkái
- Supremum moralitatis, omnimque officiorum principum. Accedunt ruinae principiorum, quae a clarissimis ethices doctoribus velut suprema morum norma passim defendutur. Agriae, 1825.
- Logica. In usum discipulorum sourum edita. Uo. 1830.